# Andorre aux Jeux olympiques d'hiver de 2002
La principauté d'Andorre participe à ses huitièmes Jeux olympiques d'hiver depuis sa première apparition dans la compétition en 1976 à Innsbruck, en Autriche. Andorre est représentée par trois athlètes aux Jeux olympiques d'hiver de 2002 à Salt Lake City aux États-Unis, tous participent aux compétitions de ski alpin.

## Ski alpin
Homme
| Athlète      | Épreuve      | Manche 1 | Manche 2 | Total   | Total |
| Athlète      | Épreuve      | Temps    | Temps    | Temps   | Rang  |
| ------------ | ------------ | -------- | -------- | ------- | ----- |
| Victor Gómez | Slalom géant | 1:17.83  | 1:15.50  | 2:33.33 | 39    |
| Alex Antor   | Slalom géant | 1:16.66  | 1:14.73  | 2:31.39 | 36    |
| Alex Antor   | Slalom       | 54.57    | DNF      | DNF     | –     |

Femme
| Athlète    | Épreuve      | Manche 1 | Manche 2 | Total   | Total |
| Athlète    | Épreuve      | Temps    | Temps    | Temps   | Rang  |
| ---------- | ------------ | -------- | -------- | ------- | ----- |
| Vicky Grau | Slalom géant | 1:21.24  | DNF      | DNF     | –     |
| Vicky Grau | Slalom       | 58.13    | 57.03    | 1:55.16 | 24    |